# بری (استان)
بری (به فرانسوی: Berry) یکی از استان‌های تاریخی فرانسه است که در مرکز این کشور قرار دارد. استان‌های فرانسه در طی انقلاب فرانسه و در تاریخ ۴ مارس ۱۷۹۰ به شهرستان تبدیل شدند. ناحیهٔ بری امروزه شامل شهرستان‌های شِر، اندر و بخش‌هایی از شهرستان وین است. شهر بورژ درگذشته مرکز این استان بوده است.
بری زادگاه چندین پادشاه و تنی چند از دیگر اعضای خاندان‌های سلطنتی فرانسه است. شماری از نویسندگان نیز در این منطقه زاده شده‌اند. بری در عین‌حال در قرون وسطی مرکز دوک‌نشین بری را تشکیل می‌داد.
از دیگر عوامل معروفیت بری وجود تذهیبی باعنوان ساعات خوش دوک دوبری است که در طی سده‌های ۱۴ تا ۱۵ میلادی تصویر شده‌است.